# Pteroceras unguiculatum
Pteroceras unguiculatum är en orkidéart som först beskrevs av John Lindley, och fick sitt nu gällande namn av Henrik Aerenlund Pedersen. Pteroceras unguiculatum ingår i släktet Pteroceras och familjen orkidéer. Inga underarter finns listade i Catalogue of Life.